# Tobias Eberhard
Tobias Eberhard (Saalfelden, 12 de enero de 1985) es un deportista austríaco que compitió en biatlón. Su hermano Julian compitió en el mismo deporte.
Ganó dos medallas en el Campeonato Europeo de Biatlón, oro en 2011 y bronce 2007. Participó en los Juegos Olímpicos de Pyeongchang 2018, ocupando el cuarto lugar en la prueba de relevo.

## Palmarés internacional
| Campeonato Europeo | Campeonato Europeo   | Campeonato Europeo | Campeonato Europeo |
| Año                | Lugar                | Medalla            | Prueba             |
| ------------------ | -------------------- | ------------------ | ------------------ |
| 2007               | Bansko (Bulgaria)    | Medalla de bronce  | Velocidad          |
| 2011               | Val Ridanna (Italia) | Medalla de oro     | Velocidad          |